# Gregorian
Gregorian — музичний гурт, заснований у 1991 вихідцем з Enigma — Френком Петерсоном. Музика проекту є чимось середнім між нью-ейдж та класичною музикою. Завдання Gregorian — увіковічнити найкращі європейські хіти останніх десятиліть у власному виконанні, стилізованому під григоріанські співи (використовувані також у MCMXC a.D..
Хоча сам стиль музики значно вдрізняється від оригінальних григоріанських розспівів, в своїх виступах колектив використовує образи середньовічних монахів. Зокрема, більшість пісень виконуються хором з 8-10 чоловік, а на концертах вокалісти виступають в чернечих сутанах.
На відміну від виконавців справжніх григоріанських хоралів, Gregorian використовують значний інструментальний супровід,що включає гітару (в залежності від композиції — електро чи акустичну), ударні, клавішні інструменти. Використовується і комп'ютерна обробка музики за допомогою спеціальних ефектів. На концертах Gregorian виступають в стилі, притаманному рок-групам: композиції виконуються «наживо», їх виконання супровджується феєричним шоу.

## Дискографія

### Студійні альбоми
| Обкладинка | Назва (рік) | Додатково |
|            | Sadisfaction (1991) |           |
|            | Masters Of Chant (1999) |           |
|            | Masters Of Chant Chapter II (2001) |           |
|            | Masters Of Chant Chapter III (2002) |           |
|            | Masters Of Chant Chapter IV (2003) |           |
|            | The Dark Side (2004) |           |
|            | Masters Of Chant Chapter V (2006) |           |
|            | Masters Of Chant Chapter VI (2007) |           |
|            | Masters Of Chant Chapter VII (2009) |           |
|            | Masters Of Chant Chapter VIII (2011) |           |
|            | Masters Of Chant Chapter IX (2013) |           |
|            | Masters Of Chant X: The Final Chapter (2015) 1. Masters of Chant (Gregorians) – 3:46 2. Cry Softly (Secret Service ) – 4:47 3. Angel (Sarah McLaughlin) – 5:29 4. Strong (London Grammar) – 4:07 5. In My Life (The Beatles) – 3:18 6. Farewell (Rihanna) – 4:57 7. Living Years (Mike + The Mechanics) – 6:58 8. Just for You (Lionel Richie) – 4:38 9. Gentle – 3:57 10. I Shall Be Released (Bob Dylan) – 5:19 11. Shout (Tears for Fears) – 5:44 12. Baby, Can I Hold You (Tracy Chapman) –3:56 13. Time to Say Goodbye (Andrea Bocelli and Sarah Brightman) – 4:14 14. Good Night, Companions (Gregorians) – 3:03 Bonus Tracks (in Tour Edition): Wonderful life (Black) Song to the Siren (Robert Plant, Tim Tracy) Never Let You Go |           |

### Збірники
| Обкладинка | Назва (рік)                                                                                      | Додатково              |
|            | The Masterpieces (1998) Включає в себе: Best Of Gregorian (CD) та Gregorian Live In Prague (DVD) | Випущений у 2005 році. |

## Виноски
1. ↑  Архівована копія. Архів оригіналу за 26 грудня 2008. Процитовано 2 травня 2009.{{cite web}}:  Обслуговування CS1: Сторінки з текстом «archived copy» як значення параметру title (посилання) [Архівовано 2008-12-26 у Wayback Machine.]
2. ↑  Архівована копія. Архів оригіналу за 18 серпня 2008. Процитовано 2 травня 2009.{{cite web}}:  Обслуговування CS1: Сторінки з текстом «archived copy» як значення параметру title (посилання) [Архівовано 2008-08-18 у Wayback Machine.]